# Tocllaraju
Tocllaraju (van Quechua Tuqllarahu) is een 6.034 meter hoge berg in Peru, die deel uitmaakt van de bergketen Cordillera Blanca in de Andes.
Het is een populaire berg onder alpinisten die de Cordillera Blanca bezoeken voor beklimmingen van 6.000 meter hoge bergen.
De Toclaraju is de hoogste berg in de vallei Quebrada Ishinca, het is een interessante 6000er. Zowel de normaalroute als de West face zijn uitdagende klimroutes.

## Klimroutes
De normaalroute: D: op de Tocllaraju worden meestal vanuit een highcamp beklommen. Dit highcamp ligt ofwel in de morenen op ca. 5.000 m. net voor de gletsjer ofwel op het grote vlakke gletsjerplateau 5.000-5.400 m. Vanuit het basiskamp is het highkamp in 3-4 uur te bereiken via steile morenepaadjes. De normaalroute steekt het gletsjerplateau over richting een ijsval. Hier moeten een bergschrund overgestoken worden via een 45-50 graden steile ijs passage. Hierna moeten enkel spleten omzeild worden om op de graat te komen de laatste 60 m zijn ongeveer 50 graden steil. Afdalen via dezelfde route met 1 of 2 abseils.
West face D+